# Frank Silva
Frank Silva (* 31. Oktober 1950 in Sacramento, Kalifornien; † 13. September 1995 in Seattle, Washington) war ein US-amerikanischer Requisiteur und Schauspieler, der durch die Serie Twin Peaks Bekanntheit erlangte.

## Leben
Frank Silvas Hauptfach an der staatlichen Universität von San Francisco war Theater. Er machte sein Abschlussexamen in „Light Design“ mit Auszeichnung.
Silva arbeitete in mehreren Filmen mit David Lynch (Dune, Blue Velvet, Wild at Heart) als Requisiteur und Dekorateur. Zu plötzlicher Bekanntheit gelangte er bei den Dreharbeiten des Pilotfilmes zur US-Serie Twin Peaks. Als die Schlusssequenz der Episode gedreht wurde, war Silva versehentlich im Bild. Sein Gesicht war in einem Spiegel hinter Laura Palmers Mutter Sarah zu sehen. Spontan entschied sich Lynch, seinen Requisiteur als BOB zu besetzen, den Haupt-Bösewicht der Serie.
Frank Silva starb am 13. September 1995 in Seattle (USA) an einem Herzinfarkt infolge seiner Aidserkrankung.

## Filmografie

### Als Schauspieler
- 1990–1991: Twin Peaks
- 1992: Twin Peaks – Der Film

### Als Requisiteur und Dekorateur (Auswahl)
- 1989: Rosalie Goes Shopping
- 1990: Wild at Heart
- 1992: One False Move